# Kanaima dubia
Kanaima dubia is een halfvleugelig insect uit de familie schuimcicaden (Cercopidae). De wetenschappelijke naam van deze soort is voor het eerst geldig gepubliceerd in 2003 door Stancik & Cavichioli.